# Jorden van Foreest
Jorden van Foreest (Utrecht, 30 aprile 1999) è uno scacchista olandese, Grande Maestro.
È fratello maggiore di Lucas (nato nel 2001) e Machteld (nata nel 2007), anch'essi scacchisti.
Nel 2021 è entrato per la prima volta tra i primi 50 giocatori del ranking mondiale, dopo la vittoria del prestigioso torneo internazionale Tata Steel.

## Principali risultati
- 2013 – vince il Campionato europeo U14 di Budua con 7,5/9

- 2015 – in settembre partecipa al Campionato del mondo U16, classificandosi al 6º posto (+5 –2 =6); in dicembre vince il Festival di Groninga con 7,5/9 (+7 –1 =1)

- 2016 – in marzo la FIDE gli attribuisce il titolo di Grande Maestro; in agosto vince ad Amsterdam il Campionato olandese.

- 2017 – in ottobre partecipa al Campionato europeo a squadre, realizzando 5/7 con una performance di 2723 punti Elo; in novembre partecipa al Campionato del mondo U18 piazzandosi quinto con 8/11, mezzo punto dietro al vincitore Aryan Tari.

- 2018 – in gennaio partecipa alla sezione "Challengers" del Tata Steel, terminando al 5º posto con 7,5/13; in luglio è pari primo nel campionato olandese con suo fratello Lucas, ma il titolo va a quest'ultimo per spareggio tecnico.

- 2019 – in gennaio partecipa al Tata Steel nella sezione "Masters", classificandosi al 13º posto; in aprile è pari 1º-5º nel torneo lampo "Harpa Blitz" di Reykjavík (vinse Gawain Jones per spareggio tecnico).[2]

- 2020 – in gennaio è quarto con 7/13 nel Tata Steel (vinto da Fabiano Caruana davanti a Magnus Carlsen e Wesley So).[3]

- 2021 – in gennaio, dopo essere arrivato primo a pari punti con Anish Giri (8,5 su 13), vince il Tata Steel agli spareggi rapid, battendo il connazionale olandese nella partita Armageddon.[1] In settembre vince con 5 su 7 la 26ª edizione del TePe Sigeman & Co.[4]

- 2024 – in luglio a Montreal vince imbattuto i tornei Canadian Open(8,5/9) e Maplewood Invitational(8/9) [5] [6], in dicembre ottiene a Skopje la medaglia d'Oro nei Campionati Europei Blitz 2024 [7] .

## Statistiche
A marzo 2021 ottiene il suo migliore personale nel punteggio Elo, raggiungendo quota 2.701 punti, che gli permette di entrare nel novero dei possessori del titolo informale di Super GM, oltre a fargli raggiungere la posizione numero 37 nel ranking mondiale e il secondo posto tra i giocatori olandesi dietro Anish Giri.
Nel maggio dell'anno seguente, migliora il proprio primato raggiungendo quota 2715 punti Elo, numero 26 nel ranking mondiale.

## Collaborazioni
È stato uno dei secondi di Magnus Carlsen durante il Mondiale 2021.